# Rockford (videogioco)
Rockford, chiamato anche Rockford: The Arcade Game sulle copertine, è un videogioco rompicapo d'azione, quinto della serie di Boulder Dash, prodotto nel 1987 come videogioco arcade dalla Arcadia Systems e pubblicato nel 1988 per i computer Amiga, Amstrad CPC, Atari 8-bit, Atari ST, Commodore 64, MS-DOS e ZX Spectrum.
Le conversioni per computer a 8 bit furono pubblicate dalla MAD (Mastertronic Added Dimension) e quelle a 16 bit dalla Melbourne House o dalla Arcadia Systems, tutte etichette allora appartenenti alla Mastertronic.
Il funzionamento del gioco è sostanzialmente lo stesso dei precedenti Boulder Dash, ma sono presenti più mondi tematici con aspetto differente, e alcuni elementi originali.
La versione arcade, basata su hardware Amiga, sembra essere estremamente rara e non è stata neppure recuperata ed emulata in MAME.
Con le edizioni a 8 bit era incluso come lato B della cassetta una riedizione di un altro gioco della Mastertronic: Back to Reality per C64 e CPC, Rockman per Spectrum e Crystal Raider per Atari.
A differenza del grande successo dei primi Boulder Dash, i giudizi della critica su Rockford furono più oscillanti.

## Modalità di gioco
Il funzionamento generale del gioco è lo stesso di Boulder Dash (vedi); in breve, si controlla il personaggio Rockford che si muove scavando dentro caverne bidimensionali, fa crollare pericolosi massi quando toglie il terreno sotto di essi, raccoglie diamanti, e deve affrontare creature nemiche e altri elementi speciali.
In Rockford l'omonimo protagonista ha un aspetto più umano rispetto ai primi Boulder Dash, dove appariva come una specie di uomo-insetto, e a seconda di quale mondo di gioco si affronta prende un ruolo e un abbigliamento diversi. Anche tutti gli elementi del gioco assumono un diverso aspetto, in linea con il tema del mondo visitato. Di seguito i ruoli assunti nei cinque mondi e i principali oggetti dello scenario, che sostituiscono i rispettivi elementi del classico Boulder Dash:
| N° | Rockford            | Massi            | Diamanti            | Nemici comuni        |
| -- | ------------------- | ---------------- | ------------------- | -------------------- |
| 1  | Cercatore di tesori | Massi            | Maschere da faraone | Scimmie, pipistrelli |
| 2  | Cuoco               | Arance           | Mele                | Toast, uova          |
| 3  | Cowboy              | Massi o cespugli | Monete              | Pistole, tomahawk    |
| 4  | Astronauta          | Pianeti          | Soli                | Galassie, uccelli    |
| 5  | Medico              | Occhi            | Cuori               | Teschi, mostri       |

I nemici più comuni, a parte l'estetica, mantengono più o meno lo stesso comportamento dei due classici nemici di Boulder Dash. Gli altri elementi occasionali dei giochi precedenti possono comparire più o meno tutti con nuove forme: amebe, muri allungabili, ecc.
Ci sono inoltre degli elementi originali introdotti in Rockford: oggetti lunghi diverse caselle, che si muovono come serpenti e possono trasformare massi in tesori o viceversa; rubinetti che fanno uscire acqua verso il basso o fuoco verso l'alto, e il giocatore deve cercare di farli incontrare per generare esplosioni.
Un'altra novità sta nei controlli di Rockford: utilizzando il pulsante o tasto di fuoco è possibile anche agire su una casella adiacente senza spostare il personaggio. Quindi si può scavare la terra, raccogliere un tesoro o spingere un masso anche senza che Rockford vada nella relativa casella.
Ci sono in totale 20 livelli, quattro per ogni mondo, ciascuno ampio circa come quattro schermi. Si può scegliere da quale dei cinque mondi iniziare.